# Syconessa
Syconessa é um gênero de esponja marinha da família Heteropiidae.

## Espécies
- Syconessa panicula Wörheide & Hooper, 2003
- Syconessa syconiformis (Borojevic, 1967)